# MVP mistrzostw świata U-17 w koszykówce mężczyzn
MVP mistrzostw świata U-17 w koszykówce mężczyzn – nagroda przyznawana najbardziej wartościowemu zawodnikowi mistrzostw świata w koszykówce mężczyzn do lat 17. 

## Laureaci
|              | oznacza zawodnika, który został mistrzem świata tego roku                  |
|              | oznacza członka Koszykarskiej Galerii Sław FIBA                            |
|              | oznacza nadal aktywnego zawodnika                                          |
| Zawodnik (X) | oznacza liczbę nagród, przyznaną temu samemu koszykarzowi                  |
| Zespół (X)   | oznacza liczbę nagród, przyznaną kolejnemu zawodnikowi tego samego zespołu |

| Rok  | Zawodnik      | Pozycja            | Zespół                | Przyp. |
| ---- | ------------- | ------------------ | --------------------- | ------ |
| 2010 | Bradley Beal  | Obrońca/Skrzydłowy | Stany Zjednoczone     | [ 1 ]  |
| 2012 | Jahlil Okafor | Środkowy           | Stany Zjednoczone (2) | [ 2 ]  |
| 2014 | Malik Newman  | Obrońca            | Stany Zjednoczone (3) | [ 3 ]  |
| 2016 | Collin Sexton | Obrońca            | Stany Zjednoczone (4) | [ 4 ]  |
| 2018 | Jalen Green   | Obrońca            | Stany Zjednoczone (5) | [ 5 ]  |